# 蔡懷恩
蔡懷恩 (1980年8月21日- ) 生於台中市烏日區。旅美長號演奏家。祖籍台中清水，其高祖父為日治時期台灣社會運動領袖蔡惠如。

## 學歷
蔡懷恩畢業於臺北市立成功高級中學及東吳大學音樂學系。2006年取得美國約翰霍普金斯大學琵琶第音樂學院碩士，2012年取得該校音樂藝術博士學位，是該校繼Kenneth Hanlon、Brad Edwards 之後第三位長號演奏家獲得該學位。

## 經歷
在台求學期間，曾任職於台北市立交響樂團附設管樂團及台北市民交響樂團，並於國防部示範樂隊服役。2016-2018年任美國弗羅斯特堡 (馬里蘭州)州立大學夏季音樂院銅管暨室內樂教師。目前任美國華盛頓普羅亞特室內樂團長號首席
，並任教於美國中西大學華盛頓校區。蔡懷恩現為美國愛德華長號代言藝術家。2019年11月，蔡懷恩赴宜蘭演奏，紀念美國羅克維爾 (馬里蘭州)與宜蘭市締結姊妹市。